# Айгестан
Айгестан  (арм. Այգեստան) — село в Араратской области Армении.

## География
Село Айгестан находится в юго-западной части Республики Армения, северо-западной части региона в 8 километрах на север от города Арташата, в 30 км на юг Еревана, и входит в состав Араратского марза, район Арташата, в Араратской долине. Находится на высоте 920—930 метров над уровнем моря. Протяжённостью в 1100 метров с запада на восток и 1400 метров с севера на юг, занимает территорию 115 гектаров.
Из посёлка выходят четыре дороги: в Бердик, Гнаберд, Каначут и в Двин.

## Топонимика
До 1918 года село называлось Айаслу или Аяслу. Кавказовед Карл Ган отмечал, что название Аяслу азербайджанское (у Гана — «татарское»), происходит от слова аяз — «лёд, мороз» и означает «холодное, суровое место».

## Население
| Год  | Численность | Численность |
| ---- | ----------- | ----------- |
| 1831 | 279         | [ 6 ]       |
| 1897 | 1003        | [ 6 ]       |
| 1926 | 329         | [ 6 ]       |
| 1930 | 1348        | [ 6 ]       |
| 1959 | 1946        | [ 6 ]       |
| 1970 | 2171        | [ 6 ]       |
| 1979 | 2278        | [ 6 ]       |
| 1989 | 2747        | [ 7 ]       |
| 2001 | 2642        | [ 6 ]       |
| 2011 | 2397        | [ 8 ]       |